# Horîslavți, Kremenciuk
Horîslavți (în ucraineană Гориславці) este localitatea de reședință a comunei Horîslavți din raionul Kremenciuk, regiunea Poltava, Ucraina.

## Demografie
Componența lingvistică a localității Horîslavți
     Ucraineană (93,27%)
     Rusă (5,82%)
     Alte limbi (0,55%)
Conform recensământului din 2001, majoritatea populației localității Horîslavți era vorbitoare de ucraineană (93,27%), existând în minoritate și vorbitori de rusă (5,82%).